# بيت الحجفة (العدين)

تعديل مصدري - تعديل

بيت الحجفة محلة تابعة لقرية المعدوف، التابعة لعزلة خباز بمديرية العدين إحدى مديريات محافظة إب في الجمهورية اليمنية.، بلغ تعداد سكانها 33 حسب تعداد اليمن لعام 2004.